# Berlin-Konradshöhe
Berlin-Konradshöhe  est un des onze quartiers de l'arrondissement de Reinickendorf dans la capitale allemande.

## Histoire
Konradshöhe est intégré à Berlin en tant que quartier le 1er octobre 1920 à l'occasion de la réforme territoriale du Grand Berlin. Entre 1921 et 2001, il faisait partie du district de Reinickendorf, renommé Arrondissement de Reinickendorf en 2001.

## Population
Le quartier comptait 6 081 habitants le 1er janvier 2017 selon le registre des déclarations domiciliaires, c'est-à-dire 2 764 hab./km2.